# Таунсенд, Джордж, 1-й маркиз Таунсенд
Фельдмаршал Джордж Таунсенд, 1-й маркиз Таунсенд (англ. George Townshend, 1nd Marquess Townshend; 28 февраля 1724 — 14 сентября 1807) — британский аристократ, военный и политик. Он был известен как виконт Таунсенд с 1764 по 1787 год. После участия в битве при Деттингене во время Войны за австрийское наследство и битвы при Каллодене во время восстания якобитов Джордж Таунсенд принял командование британскими войсками на завершающих этапах битвы на равнинах Абраама в Канаде во время Семилетней войны. Он стал лордом-лейтенантом Ирландии, где он ввел меры, направленные на увеличение численности ирландских полков, сокращение коррупции в Ирландии и улучшение ирландской экономики. В сотрудничестве с премьер-министром Нортом в Лондоне он укрепил правительственный контроль над Ирландией. Он также занимал должность генерального мастера артиллерии, сначала в правительстве Норта, а затем в коалиции Фокса-Норта.

## Военная карьера

### Ранние годы
Родился 28 февраля 1724 года в Лондоне. Старший сын Чарльза Таунсенда, 3-го виконта Таунсенда (1700—1764), и Одри Этельреды Таунсенд (урожденной Гаррисон) (? — 1788). Таунсенд получил образование в Итонском колледже и Колледже Святого Иоанна в Кембридже. Он поступил в армию добровольцем летом 1743 году и впервые увидел действие в бою из Деттинген в июне 1743 года во время войны за Австрийское наследство. Он стал капитаном в 7-й драгунский полк в апреле 1745 года и участвовал в боевых действиях в Голландии . Джордж Таунсенд сражался в битве при Каллодене в апреле 1746 года в восстание якобитов, и был назначен флигель-адъютантом к принцу Уильяму Августу, герцогу Камберленду. В феврале 1747 года он был переведен в 20-й пехотный полк, вместе с которым он принял участие в битве при Лауфельде в июле 1747 года на более поздних этапах войны за австрийское наследство.
Во время службы в Бельгии Джордж Таунсенд был избран членом Палаты общин Великобритании от Норфолка в 1747 году. Он стал капитаном 1-го пехотного полка и подполковником армии 25 февраля 1748 года. В 1751 году он написал брошюру, в которой глубоко критиковал военные навыки герцога Камберленда. Между тем, он утверждал в парламенте, что военные суды, а не командиры должны отвечать за дисциплину в армии, настаивал на увеличении численности милиции и уменьшении численности постоянной армии и лично отвечал за обеспечение того, чтобы Закон о милиции 1757 года попал в свод законов. Повышенный в звании до полковника 6 мая 1758 года, он стал полковником 64-го пехотного полка в июне 1759 года.

### Семилетняя война
Таунсенд получил командование бригадой в Квебеке под командованием генерала Джеймса Вольфа; когда последний умер 13 сентября 1759 года и его заместитель (Роберт Монктон) был ранен, Таунсенд принял командование британскими войсками во время битвы при равнинах Авраама. Он принимал капитуляцию Квебека 18 сентября 1759 года. При этом он очень презирал генерала Вольфа и даже создал первую канадскую карикатуру, изобразив на ней Вольфа, за что по возвращении в Великобританию подвергся резкой критике, так как Вольф пользовался популярностью в стране. Тем не менее, он стал полковником 28-го пехотного полка в октябре 1759 года, был произведен в генерал-майоры 6 марта 1761 года и сражался в битве при Виллингхаузене в июле 1761 года. В мае 1762 года он принял командование дивизией англо-португальской армии в звании генерал-лейтенанта для защиты Португалии во время испанского вторжения в Португалию.

## Послевоенный период
Джордж Таунсенд стал генерал-лейтенантом артиллерии в министерстве Гренвилла в марте 1763 года и сменил своего отца на посту виконта Таунсенда в марте 1764 года.

## Вице-король Ирландии
В августе 1767 года он был лордом-лейтенантом Ирландии в министерстве Чатама и ввел меры, направленные на увеличение численности ирландских полков, снижение коррупции в Ирландии и улучшение ирландской экономики. После того, как парламент Ирландии отклонил его денежный законопроект, Таунсенд в ноябре 1767 года приостановил работу парламента, что сделало себя очень непопулярным в Дублине . Что наиболее важно, он сотрудничал с премьер-министром лордом Нортом в Лондоне в укреплении государственного контроля над Ирландией.

## Поздняя жизнь
Получив звание генерал-лейтенанта 30 апреля 1770 года, он был заменен лордом-лейтенантом Ирландии в сентябре 1772 года.
Джордж Таунсенд вернулся к своей должности в качестве генерального начальника артиллерийского управления в Северном министерстве в октябре 1772 года . После непопулярного турне по Ирландии 2 февраля 1773 года он дрался на дуэли с Чарльзом Кутом, 1-м графом Белломонтом, ирландским пэром, тяжело ранив графа пулей в пах. Таунсенд стал полковником 2-й драгунской гвардии в июле 1773 года.

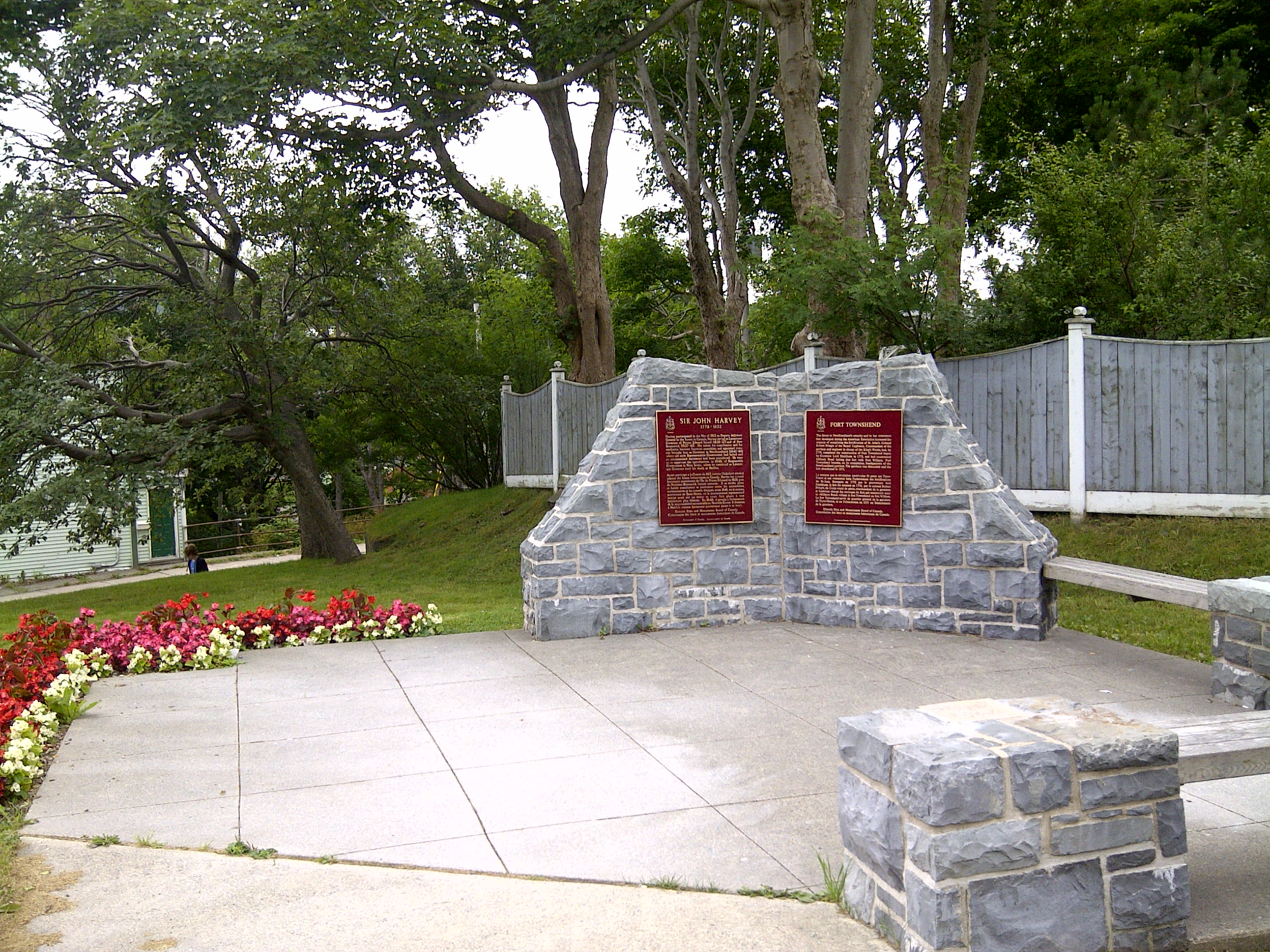
Место расположения форта Таунсенд в Ньюфаундленде и Лабрадоре

В 1779 году Ричард Эдвардс, губернатор Ньюфаундленда и Лабрадора, начал строительство форта Таунсенд, укрепления в Ньюфаундленде и Лабрадоре, назвав его в честь лорда Таунсенда. Таунсенд ушел с поста генерального начальника артиллерийского вооружения в марте 1782 года, когда к власти пришел маркиз Рокингем, но, получив звание полного генерала 26 ноября 1782 года, был восстановлен на посту генерального офицера артиллерийского вооружения в Коалиция Фокса-Норт в апреле 1783 года. Он ушел в отставку с этой должности, когда Уильям Питт Младший пришел к власти в январе 1784 года.
Получив титул 1-го маркиза Таунсенда 27 октября 1787 года , Джордж Таунсенд стал лордом-лейтенантом Норфолка в феврале 1792 года. Он также стал губернатором Кингстона-апон-Халла в 1794 году и губернатором Королевского госпиталя Челси в июле 1795 года. Своеобразная трагедия постигла Таунсенда в мае 1796 года: его сын, лорд Чарльз, только что был избран депутатом от Грейт-Ярмута, и он сел в экипаже в Лондон вместе со своим братом, преподобным лордом Фредериком, ректором Стиффки. Во время путешествия лорд Фредерик необъяснимым образом убил своего брата выстрелом в голову из пистолета и в конечном итоге был признан невменяемым. Получив звание фельдмаршала 30 июля 1796 года , Джордж Таунсенд умер в своем семейном доме, Рейнхэм-Холл в Норфолке, 14 сентября 1807 года и был похоронен там в семейном склепе.

## Семья

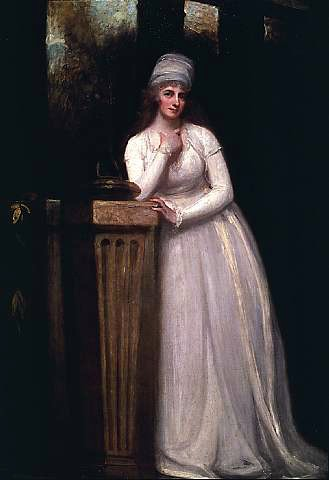
Энн Монтгомери, вторая жена 1-го маркиза Таунсенда, Джордж Ромни, 1802 год

19 декабря 1751 года Джордж Таунсенд женился на Шарлотте Комптон, 16-й баронессе Феррерс из Чартли (ум. 3 сентября 1770), дочери Джеймса Комптона, 5-го графа Нортгемптона (1687—1754). У них было восемь детей:
- Джордж Таунсенд, 2-й маркиз Таунсенд (18 апреля 1755 — 27 июля 1811), старший сын и преемник отца
- лорд Джон Таунсенд (19 января 1757 — 25 февраля 1833)
- леди Элизабет Таунсенд (умерла 21 марта 1811 года), жена с 1790 года генерала Уильяма Лофтуса.
- преподобный лорд Фредерик Патрик Таунсенд (30 декабря 1767 — 18 января 1836)
- лорд Чарльз Таунсенд (6 января 1768 — 27 мая 1796)
- леди Шарлотта Таунсенд (1757 — 16 декабря 1757)[20]
- леди Кэролайн Таунсенд
- леди Фрэнсис Таунсенд

19 мая 1773 года Джордж Таунсенд женился вторым браком на Энн Монтгомери (ок. 1752 — 29 марта 1819), дочери сэра Уильяма Монтгомери, 1-го баронета (1717—1788). Энн была хозяйкой мантий Каролины, принцессы Уэльской, с 1795 по 1820 год. У них было шестеро детей:
- леди Уильям Таунсенд (1778—1794)
- кэптен лорд Джеймс Ньюджент Бойл Бернардо Таунсенд (11 сентября 1785 — 28 июня 1842), женат с 1813 года на Элизабет Уоллес
- леди Энн Таунсенд (1775—1826), жена Харрингтона Хадсона[21].
- леди Шарлотта Таунсенд (16 марта 1776 — 30 июля 1856), в 1797 году вышла замуж за Джорджа Осборна, 6-го герцога Лидса.
- леди Гонория Таунсенд (1777—1826)
- леди Генриетта Таунсенд (20 апреля 1782 — 9 ноября 1848).